# Alf (mitología)
Alf fue un príncipe vikingo hijo del rey Sigar de Götaland, Suecia, y era el pretendiente de la doncella Alfhild quien, según la mitología nórdica, estaba custodiada por dos lindworms (dragones) que Alf mató. Alfhild, aconsejada por su madre, se vistió como un hombre para evitar casarse con el rey quien, pensando que ella era un guerrero, batallaron casi hasta la muerte. El sirviente de Alf, Borgar la derribó de un golpe en el casco, tras lo cual es derrotada y Alf la toma por esposa.
Además de en este episodio Alf aparece como figura secundaria en otras sagas, como por ejemplo en las del género sagas de los tiempos antiguos, convirtiéndose en un personaje recurrente. En ellas se le considera un buen rey.